# Ariccia
Ariccia er en italiensk by (og kommune) i regionen Lazio i Italien, med omkring 17.987(2023) indbyggere. 